# Athene (system operacyjny)
Athene – komercyjna dystrybucja Linuksa, stworzona do zastosowania w komputerach osobistych i systemach wbudowanych.
Posiada interfejs użytkownika, który może być dowolnie zmieniany i upodabniany do innych systemów operacyjnych, np. AmigaOS czy Microsoft Windows.
Inne własności tego systemu to:
- architektura wtyczkowa,
- ładowalne moduły,
- przenośność na inne platformy (obecnie tylko Intel),
- język skryptowy DML,
- mała zajętość pamięci,
- obsługa Unikodu,
- darmowy do zastosowań domowych,
- dostępny kod źródłowy.